# Phöbus Moses Philippson
Phöbus Moses Philippson (* 26. Juli 1807 in Dessau; † 1. April 1870 in Breitenfeld) war Mediziner und Schriftsteller.

## Leben
Philippson wurde als Sohn des jüdischen Schriftstellers, Verlegers und Lehrers Moses Philippson geboren. Seine Mutter war Marianne Levy-Wust. Nach dem frühzeitigen Tod seines verarmten Vaters kümmerte sich Philippson um die Ausbildung seines 1811 geborenen jüngeren Bruders, des später bekannten Rabbiners, Publizisten und Schriftstellers Ludwig Philippson.
Ein Darlehen der jüdischen Gemeinde der Stadt Dessau ermöglichte Phöbus Philippson ein Medizinstudium in Halle (Saale), wohin er auch seinen Bruder holte. Erste Arbeiten seines jüngeren Bruders erschienen unter dem Namen des älteren.
Phöbus Moses Philippson praktizierte seit 1829 als Arzt in Magdeburg, später in Klötze.
1832 hatte er seine Cousine Sara Gottschalk geheiratet. Nach ihrem Tod heiratete er 1849 deren Schwester Pauline. Philippson hatte viele Kinder, von denen vier das Erwachsenenalter erreichten.
Er publizierte einige medizinische Schriften. Zwei befassten sich mit der Cholera und ihrer Geschichte. Philippson verfasste auch Novellen. In seinen Biographischen Skizzen, die zwischen 1864 und 1866 in drei Teilen in Leipzig erschienen, befasste er sich mit dem Wirken seines Vaters und zweier Lehrer aus seiner Dessauer Zeit. Darüber hinaus übersetzte er Teile des Alten Testaments neu ins Deutsche.

## Werke
- Beiträge zu den Untersuchungen über die Cholera morbus. Magdeburg, Creutz, 1831
- Anweisung zur Erkenntnis, Verhütung und thätigen Hülfsleistung in Betr. der asiatischen Cholera. Magdeburg, 1831
- Theoretische und practische Anleitung für Heilgehülfen als Vorbereitung zu ihren Geshäften und zum Bestehen der von der Behörde angeordneten Prüfung, Leipzig, 1852
- Die fünf Bücher Moses für Schule und Haus. Leipzig : Baumgärtner, 1847

| Personendaten    | Personendaten                          |
| ---------------- | -------------------------------------- |
| NAME             | Philippson, Phöbus Moses               |
| KURZBESCHREIBUNG | deutscher Schriftsteller und Mediziner |
| GEBURTSDATUM     | 26. Juli 1807                          |
| GEBURTSORT       | Dessau                                 |
| STERBEDATUM      | 1. April 1870                          |
| STERBEORT        | Breitenfeld (Gardelegen)               |